# Shingo Hyodo
Shingo Hyodo (兵藤 慎剛, Hyodo Shingo) est un footballeur japonais né le 29 juillet 1985. Il évolue au poste de milieu de terrain.